# سابين فونك
سابين فونك (بالألمانية: Sabine Funke)‏ هي رسامة ألمانية، ولدت في 1955 في بوخوم في ألمانيا.

## معرض صور

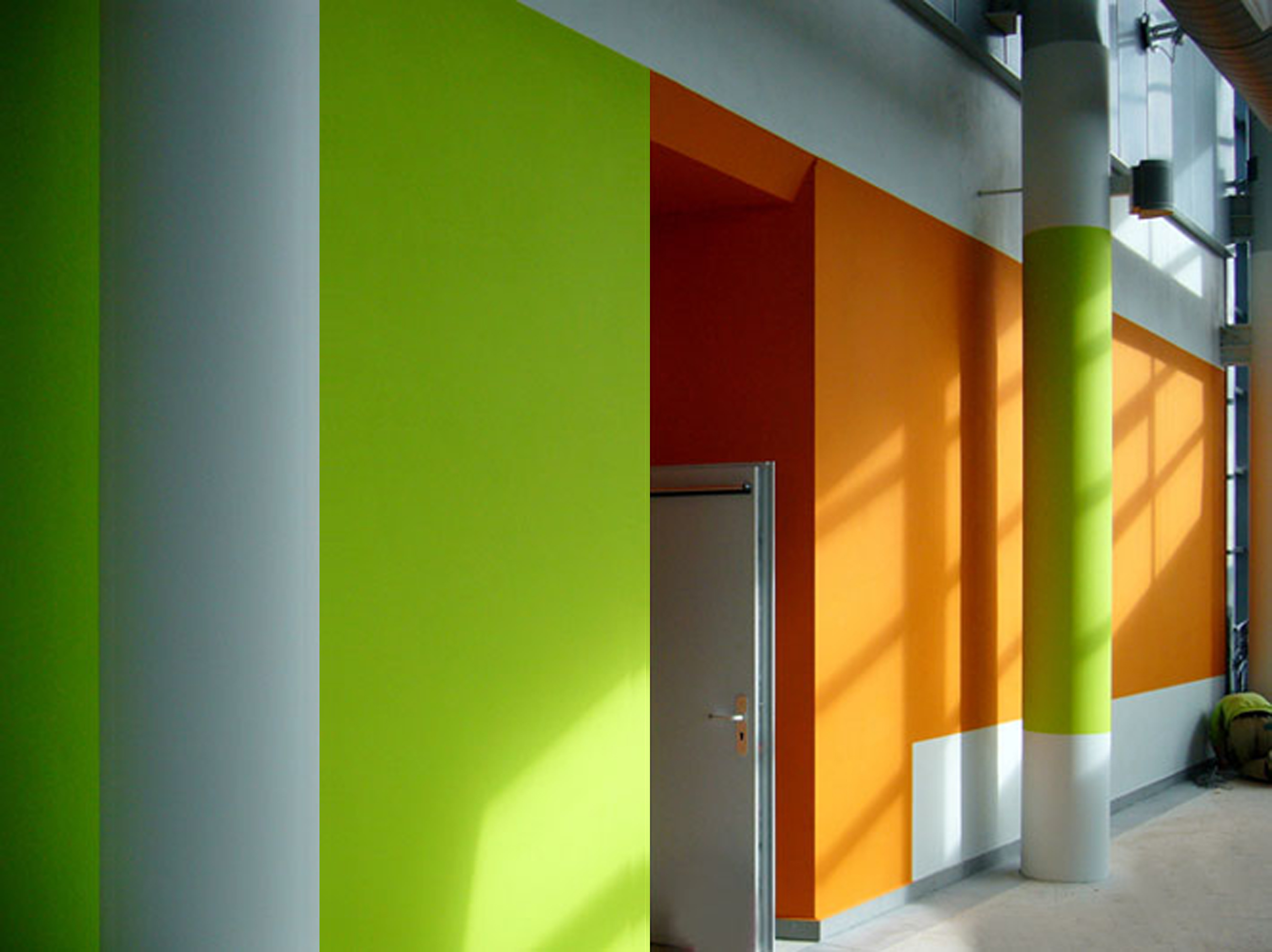
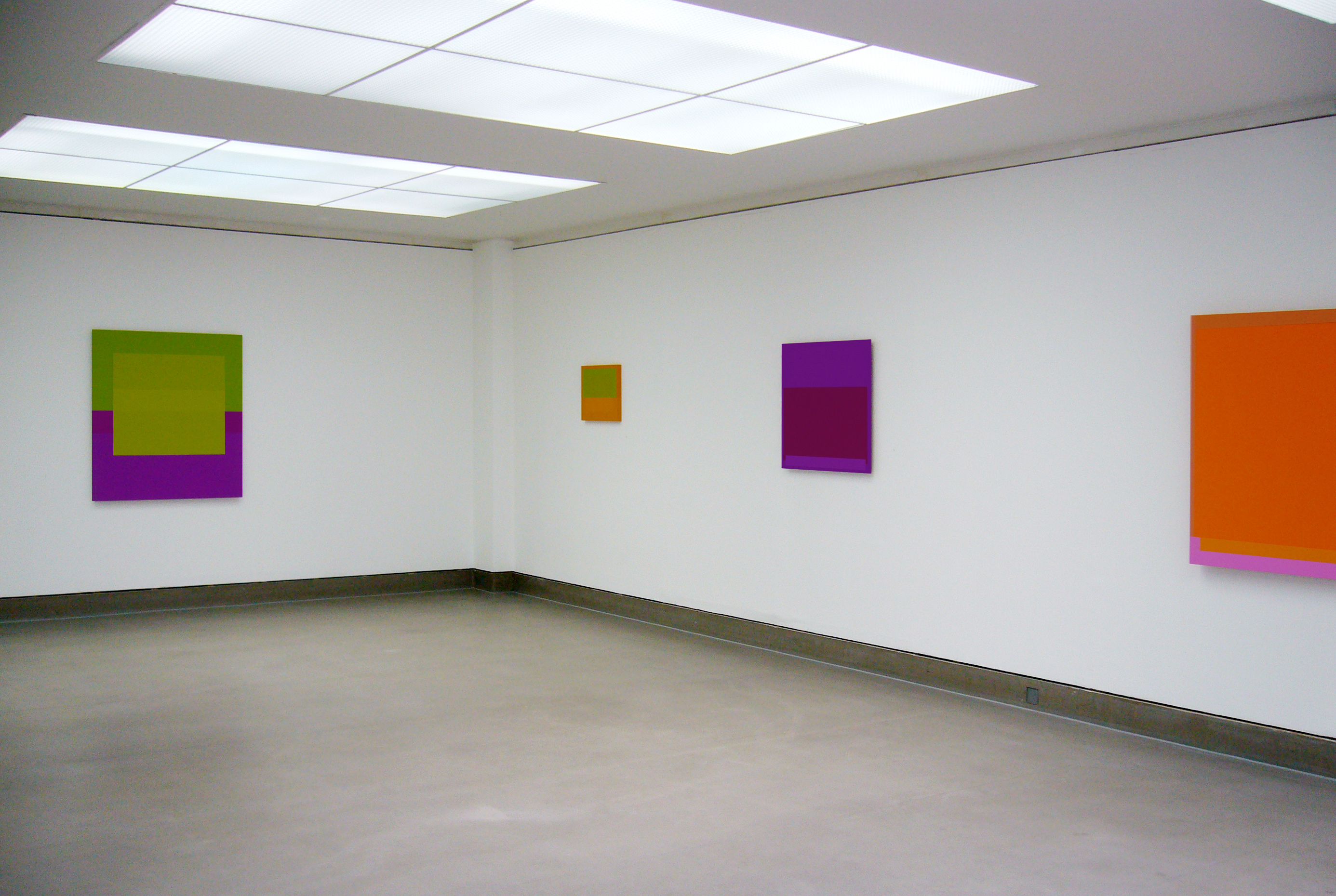
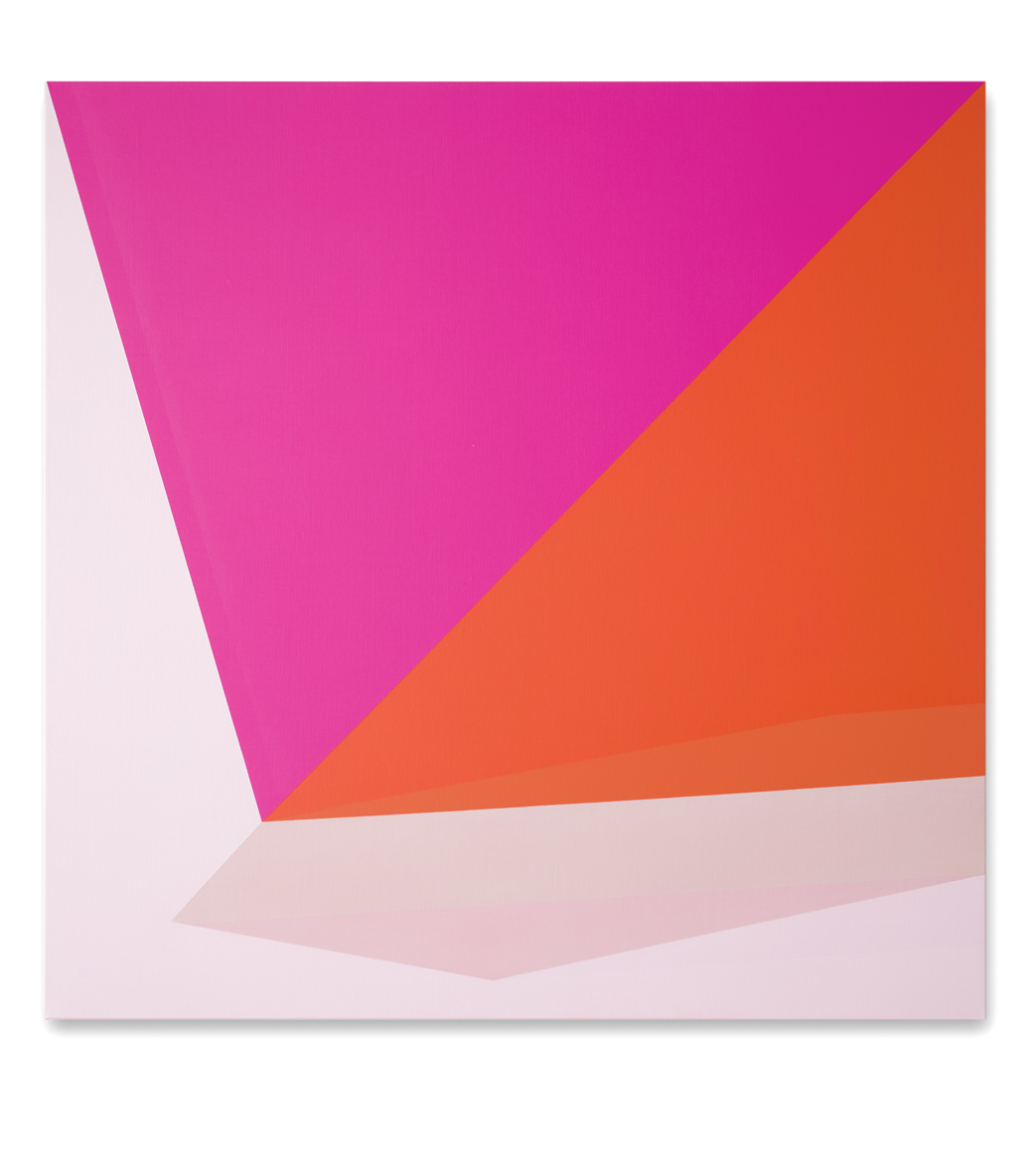
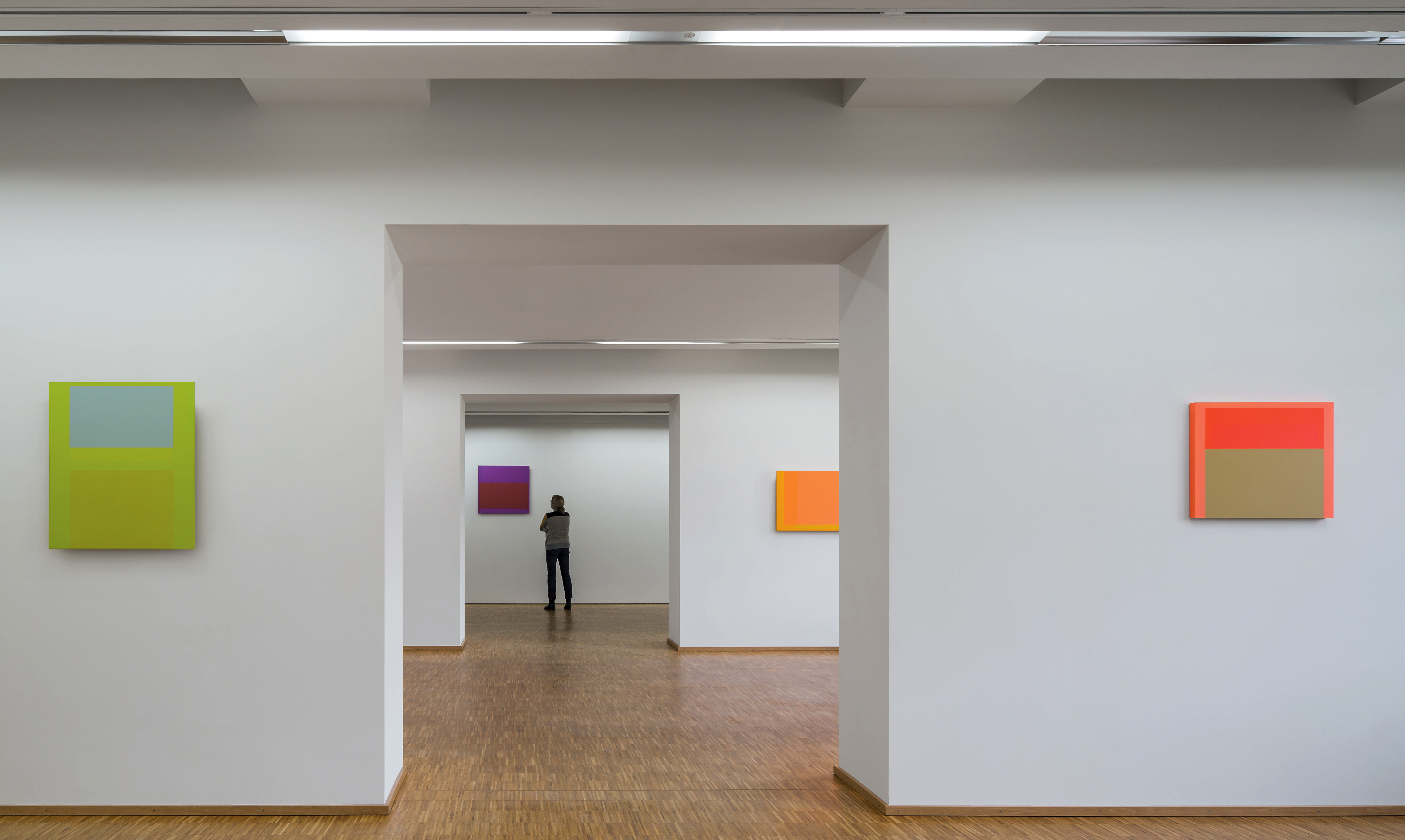

## وصلات خارجية
- الموقع الرسمي